# Max Klett KG
Die Max Klett KG war ein Einzelhandelsunternehmen in Böblingen, welches im Jahr 1985 aufgelöst wurde.

## Unternehmensgeschichte
Im Jahr 1915 übernahm Max Klett die Leitung des Lebensmittelgeschäftes, das seine Mutter Anna Klett 1905 in Böblingen eröffnet hatte. Im Jahr 1925 eröffnete er eine erste Filiale und integrierte ab 1928 ein Reformhaus. 1929 wurde die Max Klett KG im Handelsregister eingetragen. Vor Beginn des Zweiten Weltkriegs wuchs das Unternehmen zum größten Lebensmittelgeschäft der Stadt Böblingen heran. Mit der zweiten Bombardierung Böblingens im Juli 1944 wurde das Hauptgeschäftshaus vollständig zerstört. Nach dem Tod des Unternehmers im Jahr 1955 übernahm seine Witwe Else Klett die Unternehmensführung, bald unterstützt von ihrer Tochter Helga sowie ihrem Schwiegersohn Josef Nowak.
1959 eröffnete die Firma Max Klett in der Bahnhofstraße in Böblingen den ersten Supermarkt Süddeutschlands auf 740 m². Weitere sechs Supermärkte folgten bis 1974. Mit der aufkommenden Konkurrenz kooperierte das Unternehmen Max Klett KG 1974 mit der Firma Gaissmaier GmbH & Co. KG aus Ulm und 15 der 30 Filialen wurden wegen mangelnder Rentabilität geschlossen. Mit dem Verkauf der Firma Gaissmaier GmbH & Co. KG an die Nanz-Gruppe im Jahr 1984 endete das Filialunternehmen Max Klett KG. Im Jahr 1985 wurde die Max Klett KG aus dem Handelsregister gelöscht.
Das aus dem Filialunternehmen gelöste Reformhaus Klett e.K. wird seit 1995 in dritter Generation in Böblingen betrieben.
Auf dem höchsten Stand führte die Max Klett KG 35 Filialen mit ca. 300 Mitarbeitenden.

### Supermarkt-Filialen
- 1959 Supermarkt Böblingen Bahnhofstraße
- 1962 Supermarkt Böblingen Leere Wasen
- 1965 Supermarkt Böblingen Siebeneck
- 1968 Supermarkt Böblingen Grund
- 1970 Supermarkt Leinfelden-Echterdingen
- 1971 Supermarkt Sindelfingen Domo